# Der Klügere kippt nach
Der Klügere kippt nach (kurz „DKKN“) war eine Late-Night-Talkshow des privaten Fernsehsenders Tele 5. Sie wurde von Wigald Boning moderiert, wobei die Idee auf Hugo Egon Balder zurückgeht.
Nach der Ausstrahlung der neunten Ausgabe (der noch drei weitere folgen sollten) setzte der Sender die Show aufgrund geringer Einschaltquoten vorzeitig ab.

## Idee
Hugo Egon Balder hatte die Idee zur Sendung bereits 1993 und im Jahr 2009 in einem Interview mit der deutschen Boulevard-Tageszeitung tz bekannt gegeben, dachte jedoch nicht, dass diese Show jemals im deutschen Fernsehen zu sehen sein würde. „Das wird wie bei Werner Höfer, nur schräger“, meinte er dazu.

## Inhalt und Konzept
Die Sendung wurde live in der Kneipe „Zwick“ auf Hamburg-St. Pauli produziert, bereits seit 2010 ist Balder dort Teilhaber.
Ähnlich wie bei Inas Nacht diskutierte man mit prominenten Gästen an einem Tisch in der Bar. Hugo Egon Balder übernahm die Rolle des Kneipenwirts, während sich Wigald Boning, als Moderator, und Stammgast Hella von Sinnen mit den Gästen unterhielt. Zur zweiten Staffel kam Desiree Nick als weiterer Stammgast hinzu. Es wurden Themen besprochen, die in Deutschland aktuell waren und worüber man sich aus Zeitungen informiert hatte. Währenddessen sorgte der Kneipenwirt Balder dafür, dass die Gläser der Gäste immer mit alkoholischen Getränken gefüllt waren. Es sollte in erster Linie aber nicht ums Trinken gehen, sondern ein gemütlicher Abend unter „Freunden“ werden, um lockere Stimmung aufzubauen und eventuell die eine oder andere Wahrheit ans Licht zu bringen.
Das Konzept der Sendung wurde auch durch die stets gleich formulierte Begrüßung von Wigald Boning erläutert, indem diese als „Die Sendung, in der prominente Zeitgenossen unter Alkoholeinfluss über jene Themen sprechen, die Deutschland bewegen“ ankündigte. Außerdem wurde die Sendung von Boning stets als „TV-Experiment“ bezeichnet. Dies gründete darauf, dass zunächst nur eine Staffel mit 6 Folgen geplant war. In der zweiten Staffel beinhaltete jede Folge auch musikalische Einlagen von Hugo Egon Balder oder einem der Gäste.
Die 1. Folge der Sendung wurde noch von 3 Werbeblöcken unterbrochen. In Folge 2 waren es dann nur noch 2 Werbeunterbrechungen und in Folge 3 eine. In der 4. Folge wurde schließlich ganz auf Werbeblöcke verzichtet. Stattdessen wurden zwei „Pausen“ eingelegt, in denen zwar weiter live übertragen wurde, jedoch einige Gäste den Tisch kurz verließen. Diese Pausen nutzte Kai Blasberg, der Geschäftsführer von Tele 5, um zu Wort zu kommen. In der 5. und 6 Ausgabe gab es dann wieder eine Werbeunterbrechung und keine anderen Pausen. Ab Folge 7 kehrte man zum Schema mit 2 Werbeblöcken zurück.

## Sendungen

### Staffel 1
| Folge | Erstausstrahlung | Talkgäste                                             | Themen |
| ----- | ---------------- | ----------------------------------------------------- | --- |
| 01.   | 06. April 2015   | Paula Lambert, Ingmar Stadelmann und Bernhard Brink   | u. a. Fifty Shades of Grey, Ostern, Gott, Barthaar, Helmut Kohl, Matthias Reim und Michelle, Griechische Staatsschuldenkrise, drohende Personalstreiks auf Schloss Windsor, von RTL geplante Neuverfilmung der Winnetou-Filmreihe, Heidi Klum, Toy Boys |
| 02.   | 013. April 2015  | Esther Schweins, Kay Ray und Micky Beisenherz         | u. a. Kritiken zur ersten Sendung, Senioren-Pornografie in Japan, Figurenformen mit dem Penis, Gesundheitsgefährdung durch langes Sitzen, Inhaftierung von Thomas Middelhoff, Verlängerung des Vertrages von Dieter Bohlen bei RTL, Vierlingsschwangerschaft durch eine 64-Jährige, Forderung die Hauptrolle im nächsten James-Bond-Film mit einer Frau zu besetzen, Präsidentschaftskandidatur von Hillary Clinton, Vorwürfe über Absprachen bei Newtopia                                         |
| 03.   | 020. April 2015  | Serdar Somuncu, Wolfgang Trepper und Sven Martinek    | u. a. Kritiken zur vorherigen Sendung, Austauschbarkeit von Prominenten, Hamburger SV, GEZ, Erbrecht, Potenzmittel, Laurent Stefanini soll französischer Botschafter im Vatikan werden, Frauenrolle im Islam, Kirchliche Trauung von homosexuellen Paaren, Frühjahrsputz, politische Tätigkeiten von Charles M. Huber und politische Meinung der Gäste |
| 04.   | 027. April 2015  | Peter Rütten, Oliver Kalkofe und Lotto King Karl      | u. a. Quoten und Kritiken zur letzten Sendung, Autobiographien von Thomas Gottschalk und anderen Prominenten, Vorwurf gegen Germany’s Next Topmodel Magersucht zu fördern, Castingshows und Scripted Reality Shows im deutschen Fernsehen, Polyamory, gestiegene Anzahl von Einbrüchen, Pläne Manager durch Computer zu ersetzen, Menschenrechte für Affen, verärgerte Kundin schießt auf McDonald’s-Mitarbeiter                                                                                   |
| 05.   | 04. Mai 2015     | Désirée Nick, Lina van de Mars und Bodo Bach          | u. a. Reaktionen auf Themen der letzten Sendung, Geburt der Tochter von Herzogin Catherine und Prinz William, Hypnobirthing, Tätowierungen, BND-Affäre, Schamhaarfrisuren, Anal bleaching, durch aufmerksame Baumarkt-Mitarbeiterin verhinderter Terroranschlag, Führungskrise bei Volkswagen, erneuter Streik bei der Deutschen Bahn, Bundesliga-Vereine sollen für Polizei-Einsätze zahlen, Londoner Stadtteil plant DNS-Tests für Hundehaufen, David Cameron isst Hotdog mit Besteck, Muttertag |
| 06.   | 011. Mai 2015    | Bettina Tietjen, Simon Gosejohann und Torsten Sträter | u. a. Halbfinale der UEFA Champions League 2015, Pep Guardiola, Rolle von Angela Merkel in der BND-Affäre, Liebescomeback von Christian und Bettina Wulff, Boulevardjournalismus, Veröffentlichung des Buches "Der Biophilia-Effek", New Yorkerin trägt seit Jahren das gleiche Outfit, übermäßiges Schwitzen, Tinder und andere Dating-Apps, Wahlbeteiligung bei der Bürgerschaftswahl in Bremen 2015, Dänemark plant Abschaffung von Bargeld, Zukunft der Sendung                                |

### Staffel 2
| Folge | Erstausstrahlung  | Talkgäste | Themen |
| ----- | ----------------- | --- | --- |
| 07.   | 26. Oktober 2015  | keine | |
| 08.   | 02. November 2015 | Karl Dall und als Assistentin hinter der Theke Katrin Bauerfeind (im Rahmen ihrer 3sat-Sendung „Bauerfeind assistiert…“). | u. a. vegane Ernährung, Kopfläuse, James Bond 007: Spectre, Sexappeal, Konzert-Abbruch von Justin Bieber, Erneute Beziehung zwischen Sean Penn und Madonna, Jürgen Domian gesteht ersten Rausch durch 4711, Traumberufe, Duschhauben |
| 09.   | 09. November 2015 | Nils Bokelberg und Hans Werner Olm                                                                                        | u. a. DFB-Affäre und Rücktritt von Wolfgang Niersbach als Präsident des DFB, Karriere von Nils Bokelberg, Medienethik, 10. Staffel von Ich bin ein Star – Holt mich hier raus!, Helene Fischer, Streik der Flugbegleiter, Peeple-App und Marktforschung, 38.000 Euro teure Klassenfahrt eines Berliner Gymnasiums, Formel zum glücklich werden, Rentnerin zerschneidet Geldscheine um Erben zu ärgern |

## Rezeption

### Kritik
Bereits vor der ersten Sendung wurde das Konzept von Vorsitzenden des Kreuzbundes kritisiert, da diese die Alkoholkrankheit verharmlosen würde bzw. kontraproduktiv zur Abstinenzbewegung läuft. Auch die Drogenbeauftragte des Bundes, Marlene Mortler von der CSU, hat die Tele-5-Trink-Show als Verharmlosung des Alkoholkonsums kritisiert.
Die Kritiken nach der ersten Sendung fielen kaum positiv aus. Moderator Wigald Boning wurde fehlendes Durchsetzungsvermögen attestiert und Stammgast Hella von Sinnen unterhielt die Teilnehmer fast alleine.

„Der Klügere kippt nach ist Balders Traumprojekt, mit dem er Jahre hausieren ging, bevor Tele 5 zugriff. Das Ergebnis ist indes mangels Fallhöhe eher ernüchternd denn erheiternd. Wenn Balder die Sendung wirklich am Herzen liegt, hat er nur zwei Möglichkeiten: Entweder er moderiert selbst und schafft es, Hella von Sinnen halbwegs zu domestizieren. Oder er entfernt seine phonstarke Lieblingspartnerin aus der Show.“

### Einschaltquoten
Beim Gesamtpublikum startete die erste Folge am Ostermontag, den 6. April 2015 mit 240.000 Zuschauern und legte damit für den Sender am späten Abend einen guten Start hin. Der Marktanteil lag bei 1,0 Prozent und fiel in der Zielgruppe der 14- bis 49-Jährigen noch ein gutes Stück höher aus. Dort lag man mit 1,5 Prozent Marktanteil deutlich über dem Senderschnitt.